# Cima Dodici
La Cima Dodici, écrite aussi Cima XII et connue également sous le nom de Ferozzo, est une montagne des Préalpes vicentines. Avec une altitude de 2 336 m, il s'agit du point culminant du massif et de la province de Vicence et domine le plateau de Sept-Communes.

## Géographie
La Cima Dodici sépare le haut plateau d'Asiago du val di Sella, collatérale de la Valsugana. D'un point de vue administratif, le versant sud-est est inclus dans la municipalité d'Asiago, tandis que le versant nord-ouest relève de la municipalité de Borgo Valsugana.

## Accès

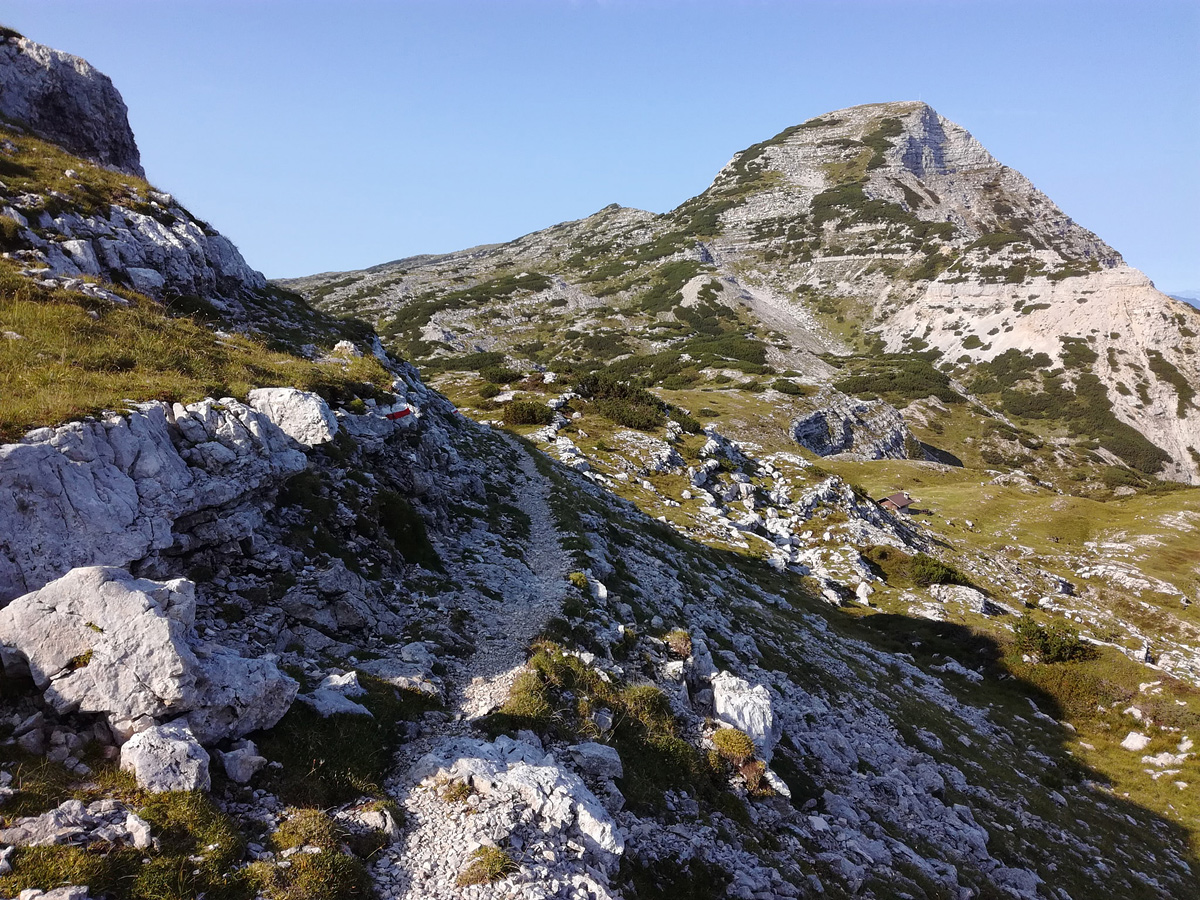
La Cima Dodici.

L'accès le plus direct au sommet se fait depuis la vallée de Galmarara, au sud. Du carrefour de la Malga Galmarara (1 614 m, accessible en voiture), un chemin emprunte deux anciennes routes militaires autrichiennes, la Zoviellostraße (ou, alternativement, le chemin no 830) et la Kaiser Karl Straße. Juste au-delà du Bivio Italia (1 987 m), il faut prendre le chemin no 835 qui mène au sommet,.
La montée depuis le val di Sella est plus difficile en raison de la différence d'altitude marquée. Elle passe par le sentier no 211 qui, partant de la route de Dosso, atteint le sommet directement par le vallon delle Dodici et la valle delle Trappole.
Les sentiers 835 et 211 font partie de l'Alta Via no 11 et la Cima XII représente son point d'altitude maximum.
Au sommet, la vue balaye les Alpes orientales, des Dolomites de Brenta au chaînon des Pale et toute la chaîne du Lagorai :
« In certe giornate limpide di sole e pulite dal vento, da Cima XII si possono ammirare le Alpi dal Bernina alla Vetta d'Italia e, girando lo sguardo dalla parte opposta, il baluginare dell'Adriatico e, ancora più lontani, gli Appennini tosco-emiliani. »
— Mario Rigoni Stern, Stagioni

« Par certaines journées claires et ensoleillées et à l'abri du vent, de la Cima XII, vous pourrez admirer les Alpes de la Bernina au sommet de l'Italie et, détournant votre regard du côté opposé, le scintillement de l'Adriatique et, encore plus loin, les Apennins toscans et émiliens. »

## Croix sommitales
Au sommet, il y a deux croix. La première, en bois, a été élevée en 1946 par le CAI d'Asiago, en remplacement d'une précédente, toujours en bois, placée en 1900 par Giuseppe Dalmaso du Consortium des Sept-Communes ; celle-ci était également équipée d'un crucifix en fonte duquel fut obtenue, une fois moulée, la petite croix historiée insérée au centre de la croix contemporaine. La seconde, composée de tuyaux métalliques, a été érigé par la Società degli alpinisti tridentini de Borgo Valsugana en 1973.